# Дејв Векл
Дејвид „Дејв” Џозеф Векл (енгл. David "Dave" Joseph Weckl; Сент Луис, 8. јануар 1960) амерички је џез фјужон бубњар и вођа музичког састава Дејв Векл бенд.

## Биографија
Векл је похађао Френсис Хауел гимназију у Сент Чарлсу (Мисури) и дипломирао 1978. Дипломирао је џез студије на Универзитету Бриџпорт у Конектикату. Појавивши се на њујоршкој сцени џез фузије раних 1980-их, Векл је убрзо почео да ради са уметницима као што су Пол Сајмон, Мадона, Џорџ Бенсон, Мичел Камило, Роберт Плант и Ентони Џексон. Његов најпознатији рани рад, где је његова популарност процветала, био је са Чик Корија електрик бендом од 1985. до 1991. године.
Векл је провео укупно седам година са Коријом, период током којег је наступао са бројним албумима и такође се појавио са Корија Акустик Бендом. Он је повећао своју сарадњу са Коријом настављајући свој рад и често се појављујући са ГРП Олстар биг бендом. Поред тога, снимио је четири албума 1988. и 1989. године са Менхетн џез квинтетом. Векл је такође објавио низ едукативних видео-трака, а 1990. године је урадио свој први самостални албум,  за издавачку кућу ГРП. Убрзо се појавио Heads Up 1992. године, као и Hard-Wired 1994.
Након напуштања Корија бенда, Векл је направио и снимио турнеју са гитаристом Мајком Стерном. Под својим именом, он је водио десет снимака од 1990. године, од којих као Дејв Векл бенд седам.
Векл тренутно живи у Лос Анђелесу, где има свој кућни студио.

## Опрема
Векл користи Јамаха бубњеве, педале и хардвер, Сабијан чинеле, Вик Ферт палице и удараљке, Ремо мембране и пригушиваче Шур микрофоне, Латин перкусије, М-аудио и XL навлаке.
Векл је користио и прихватио Зилдијан чинеле до 2001. године, када се прабацио на Сабијан. У 2001. години, Векл и Марк Лав су користећи Сабијан чинеле дизајнирали и објавили НHX Еvolution линију чинела, у складу са Векловим укусом за јасан, отворен и осетљив звук. Пет година после, Векл и Лав су издали нову НHX Legacy линију чинела коју Векл описује као „тамнију страну” свог звука. Векл тренутно свира на обе линије на концертима и снимањима.
Векл је користио Вик Ферт палице током своје каријере. Godine 1988, Dave Weckl Signature серије (SDW) излазе на тржиште, а прилагођене су у складу са Векловим стандардима у то време. 2001. године излазе Dave Weckl Evolution Sticks (SDW2). Ове палице имају кратак врх у облику сузе на 5А дршци са различитом равнотежом у односу на SDW линију. Ове промене су у складу са стилским променама које Векл направио по питању свог свирања касних 1990-их, када је почео до фокусира свој стил свирања на отвореност и одскок.
Око 1996. године његов стил и поставка су се радикално променили, у великој мери због студија са реномираним професором бубњева Фредијем Грубером и утицаја Џима Чапина, оца певача/текстописца Харија Чапина.
За мембране, Дејв користи Ремоов Coated Ambassadors (toms), Coated Ambassadors (snare), Coated Ambassador (bass), Clear Ambassador (Resonant Tom Heads), Ambassador Snare Side(Snare side), Weckl Bass Drum Muffle и Weckl Active Snare Dampening System.

## Дискографија

### Дејв Векл
- 1990 — Master Plan (GRP records)
- 1992 — Heads Up (GRP records)
- 1993 — J.K. Special (Lipstick Records)
- 1994 — Hard Wired (GRP records)

### Дејв Векл бенд
- 1998 — Rhythm of the Soul (Stretch records)
- 1999 — Synergy (Stretch records)
- 2000 — Transition (Stretch records)
- 2001 — The Zone (Stretch records)
- 2002 — Perpetual Motion (Stretch records)
- 2003 — Live (And Very Plugged In) (Stretch records)
- 2005 — Multiplicity (Stretch records)

### Дејв Векл и Џеј Оливер
- 2014 — Convergence

## Снимци
- 1988 — Back to Basics (DCI music)
- 1990 — The Next Step (DCI music)
- 1993 — Working It Out: Latin Percussion I — With Walfredo Reyes, Sr. (DCI music)
- 1993 — Working It Out: Latin Percussion II — With Walfredo Reyes, Sr. (DCI Music)
- 2000 — How to Develop Your Own Sound (Carl Fischer publishing)
- 2000 — How to Practice (Carl Fischer publishing)
- 2000 — How to Develop Technique (Carl Fischer publishing)

## Књиге
- 1988 — Back to Basics
- 1992 — The Next Step (Manhattan Music)
- 1994 — Contemporary Drummer + One (Manhattan Music)
- 1997 — Ultimate Play-Along for Drums level I vol. I (Alfred Publishing Company)
- 1997 — Ultimate Play-Along for Drums level I vol. II (Alfred Publishing Company)
- 2001 — In Session with the Dave Weckl Band (Carl Fischer Music)
- 2004 — Exercises for Natural Playing (Carl Fischer Music)